# Atsushi Yanagisawa
Atsushi Yanagisawa (jap. 柳沢 敦 Yanagisawa Atsushi; * 27. Mai 1977 in Imizu, Präfektur Toyama) ist ein japanischer ehemaliger Fußballspieler.

## Karriere

### Verein
Der Stürmer begann seine Karriere 1996 bei Kashima Antlers. In der Saison 2003/04 spielte er für Sampdoria Genua in der Seria A, konnte sich dort aber nicht durchsetzen und wechselte 2004 zum FC Messina, für den er bis 2006 spielte. Seit 2006 spielt er bei Kyoto Sanga F.C. in der J-League in Japan. 1997 wurde er als J. League Best Young Player ausgezeichnet.

### Nationalmannschaft
Seit 1997 gehörte er ebenfalls der Jugend-Nationalmannschaft an und debütierte in der A-Nationalmannschaft bei der WM 1998 in Frankreich. 2000 nahm er für Japan am olympischen Fußballturnier teil, ebenso wie an der Weltmeisterschaft 2002. Beim Confed-Cup 2005 gehörte er wieder zum Aufgebot Japans. Auch anlässlich der Fußball-Weltmeisterschaft 2006 gehörte er wieder zum Kader. Yanagisawa bestritt 58 Länderspiele und erzielte dabei 16 Tore.

## Auszeichnungen
- J. League Best Young Player: 1997